# Opsies capra
Opsies capra – gatunek chrząszcza z rodziny kózkowatych i podrodziny zgrzypikowych. Jedyny przedstawiciel rodzaju Opsies.

## Zasięg występowania
Gatunek ten występuje w Afryce Zachodniej, notowany w Nigerii.